# Malcom Neynoe Macleod
Malcom Neynoe Macleod, britanski general, * 23. maj 1882, † 1. avgust 1969.